# Опочкі
Опочкі (пол. Opoczki, нім. Kleinottingen) — село в Польщі, у гміні Александрув-Куявський Александровського повіту Куявсько-Поморського воєводства.
Населення — 155 осіб (2011).
У 1975-1998 роках село належало до Влоцлавського воєводства.

## Демографія
Демографічна структура станом на 31 березня 2011 року:
|          | Загалом | Допрацездатний вік | Працездатний вік | Постпрацездатний вік |
| -------- | ------- | ------------------ | ---------------- | -------------------- |
| Чоловіки | 75      | 17                 | 50               | 8                    |
| Жінки    | 80      | 23                 | 41               | 16                   |
| Разом    | 155     | 40                 | 91               | 24                   |